# Qingzhen
Qingzhen (清镇 ; pinyin : Qīngzhèn) est une ville de la province du Guizhou en Chine. C'est une ville-district placée sous la juridiction de la ville-préfecture de Guiyang.

## Démographie
La population du district était de 480 261 habitants en 1999.